# 피터 프램프턴
피터 케네스 프램프턴(영어: Peter Kenneth Frampton, 1950년 4월 22일 ~ )은 영국과 미국의 록 음악가, 가수, 작곡가 및 프로듀서이다. 그는 이전에 험블 파이 밴드와 관련이 있었다. 솔로 아티스트로서 그는 국제적인 획기적인 앨범인 라이브 릴리스 Frampton Comes Alive를 포함하여 여러 음반을 발표했다. 여러 히트 싱글을 낳고 현재까지 미국에서 8X 플래티넘을 획득했다. 그는 또한 링고 스타, 더 후의 존 엔트위슬, 데이비드 보위 및 펄 잼의 맷 캐머런과 마이크 매크리디와도 작업했다.
"Show Me Way ", " Baby, I Love Your Way ", " Do You Feel Like We Do ", " I'm in You "와 같은 히트곡으로 가장 잘 알려져 있다.

## 어린 시절
영국 켄트의 베크넘(Beckenham)에서 태어났다. 그는 그의 아버지 오언 프램프턴(Owen Frampton)이 교사이자 미술 부서의 책임자였던 Bromley Technical High School에 다녔다. 그는 일곱 살 때 처음으로 음악에 관심을 갖게 되었다. 다락방에서 할머니의 뱅졸레 를 발견한 그는 스스로 연주하는 법을 배웠고 나중에 기타와 피아노도 연주하는 법을 배웠다. 8살 때 그는 클래식 음악 수업을 듣기 시작했다.
그의 초기 영향은 클리프 리처드 & 더 섀도스 ( 기타리스트 행크 마빈 을 피처링 ) 와 미국 로커 버디 홀리와 에디 코크런, 그리고 나중에 더 벤처스, 지미 헨드릭스와 비틀즈였다 . 그의 아버지는 그에게 벨기에 집시 재즈 기타리스트 장고 라인하르트의 녹음을 소개했다.

## 음악 경력
12살이 되었을 때 프램프턴은 리틀 레이븐스(Little Ravens)라는 밴드에서 연주했다. 그와 3살 연상인 데이비드 보위는 모두 Bromley Technical School의 학생이었다.
14세 때 Trubeats라는 밴드와 함께 연주하고 있었고 이후에 더 문스 트레인(The Moon's Train)이 된 프리처스(Preachers)라는 밴드는 롤링 스톤스의 빌 와이먼이 프로듀싱하고 관리했다.
그는 성공적인 어린이 가수가 되었고 1966년 에 Herd 의 회원이 되었다. 그는 리드 기타리스트이자 가수였으며 여러 영국 팝 히트곡을 득점했다. 프램프턴은 십대 잡지 레이브(Rave)에 의해 "1968년의 얼굴"로 선정되었다.
1969년 프램프턴이 18세였을 때 그는 스몰 페이시스(Small Faces)의 스티브 매리엇(Steve Marriott)과 합류하여 험블 파이를 결성했다.
Humble Pie와 함께 연주하는 동안 프램프턴은 1972년 해리 닐슨, 제리 리 루이스 및 존 앤트위슬의 Whistle Rymes 를 비롯한 다른 아티스트와 세션 녹음을 했다. Pet Drake 는 그에게 그의 트레이드마크인 기타 이펙트 중 하나가 될 " 토크 박스 "를 소개했다.
4개의 스튜디오 앨범과 험블 파이와 함께 1개의 라이브 앨범을 낸 후, 프램프턴은 밴드를 떠나 1971년 솔로 활동을 시작했는데, 마침 <i id="mwhw">Rockin' Fillmore</i> 가 미국 차트에서 상승하는 것을 볼 수 있었다. 그는 개인 매니저인 Dee Anthony (1926-2009)와 함께 있었다.
그의 데뷔는 1972년 게스트 아티스트 링고 스타와 빌리 프레스턴이 함께한 Wind of Change였다. 이 앨범은 1973년 Frampton의 Camel 이 뒤를 이었다. 이 앨범은 프램프턴이 그룹 프로젝트에서 작업하는 것을 특징으로 한다. 1974년에 프램프턴은 Somethin's Happening 을 발표했다. 프램프턴은 그의 솔로 경력을 지원하기 위해 광범위하게 여행했으며 키보드의 전 Herd 메이트 Andy Bown, 베이스의 Rick Wills, 미국 드러머 John Siomos와 함께 3년 동안 합류했다. 1975년에는 Frampton 앨범이 발매되었다. 앨범은 미국 차트에서 32위에 올랐고 RIAA 에서 Gold 인증을 받았다.
피터 프램프턴은 초기 앨범으로 상업적 성공을 거의 거두지 못했다. 이것은 프램프턴의 베스트 셀러 라이브 앨범인 Frampton Comes Alive! , 1976년에 " Baby, I Love Your Way ", " Show Me Way ", " Do You Feel Like We Do "의 편집 버전이 히트 싱글이었다. 후자의 두 트랙은 또한 토크 박스 기타 효과의 사용을 특징으로 한다. 이 앨범은 1975년에 주로 캘리포니아 샌프란시스코의 Winterland 볼룸에서 녹음되었는데, 그곳에서 Humble Pie는 이전에 좋은 추종자들을 즐겼다. 프램프턴은 키보드와 리듬 기타의 미국인 Bob Mayo 와 베이스의 Stanley Sheldon과 함께 새로운 라인업을 갖추었다. Wills는 1974년 말에 프램프턴에 의해 해고되었고, Bow는 Frampton Comes Alive 전날에 영국으로 돌아가 Status Quo 로 새로운 명성을 얻기 위해 떠났다. Frampton Comes Alive는 1월 초에 발매되어 2월 14일 차트에서 191위로 데뷔했다. 이 앨범은 97주 동안 빌보드 200에 있었고 그 중 55개가 40위 안에 들었고 그 중 10개가 1위에 올랐다. 이 앨범은 플리트우드 맥의 Fleetwood Mac 을 필두로 1976년 최고 판매 앨범이 되었으며 1977년에는 14번째 베스트 셀러이기도 하다. 이 앨범은 1977년에 주노상(Juno Award)을 수상했다.
앨범의 지속력에 대한 찬사인 롤링 스톤의 독자들은 2012년 가장 좋아하는 라이브 앨범 투표에서 Frampton Comes Alive 를 3위로 선정했다. 해당 기사에는 "10대 소녀들 과 형들에게 사랑받았다. 그는 1976년을 락 업계의 어느 누구와도 비교할 수 없을 정도로 소유했다." Frampton Comes Alive의 성공! Francesco Scavullo 의 유명한 셔츠를 벗은 사진에서 그를 Rolling Stone 의 표지에 올려 놓으십시오. 프램프턴은 나중에 이 사진이 믿을만한 아티스트로서의 이미지를 십대 아이돌로 바꿨기 때문에 후회한다고 말했다.
1976년 말, 그와 매니저 디 앤서니(Dee Anthony)는 제럴드 포드 대통령의 아들인 스티븐 포드(Steven Ford)의 초청으로 백악관 을 방문했다.
1979년 8월 24일, 프램프턴은 녹음 산업에 대한 그의 공헌으로 6819 할리우드 대로의 할리우드 명예의 거리에서 별을 받았다.
Frampton의 다음 앨범인 I'm in You (1977)는 히트 타이틀 싱글을 포함하고 플래티넘을 달성했지만 Frampton Comes Alive에 비해 기대에는 크게 미치지 못했다! .
그는 제작자 Robert Stigwood 의 영화 Sgt. 에서 비지스(Bee Gees)와 함께 주연을 맡았다. 페퍼스 론리 하트 클럽 밴드 (1978). 프램프턴의 경력은 상승한 만큼 빠르게 하락하는 것처럼 보였다. 그는 또한 Barry Gibb 가 영화를 위해 새로 쓴 노래인 1978년 영화 Grease의 타이틀 곡 에서 기타를 연주했다.
Frampton은 1978년에 바하마에서 거의 치명적인 자동차 사고를 당하여 그의 다작 기간이 끝나고 이전보다 덜 성공적이었던 긴 휴경 기간이 시작되었다. 그는 앨범 Where I Should Be 를 녹음하기 위해 1979년 스튜디오로 돌아왔다. 앨범에 기여한 사람들 중에는 과거 밴드 멤버인 Stanley Sheldon (베이스), Bob Mayo (키보드/기타/보컬), John Siomos (드럼/보컬)가 있다.
1980년, 그의 앨범 Rise Up 은 브라질 투어를 홍보하기 위해 발매되었지만, 그해 4명이 사망한 화물 비행기 추락 사고 로 그의 기타가 모두 파손된 것으로 여겨지는 또 다른 심각한 좌절을 겪었다. 그가 잃어버린 악기 중에는 Mark Mariana가 그에게 준 "Phenix"  ( Frampton Comes Alive 의 표지에 그려져 있음)라는 이름을 붙인 검은색 Les Paul Custom이 있었고 Humble Pie 녹음의 밤에 처음 사용되었다. 라이브 앨범 Performance, 그리고 그가 그의 초기 솔로 경력 내내 사용했던 것이다. 기타는 2011년 12월에 회수되어 그에게 반환되었다. 이 앨범은 결국 1981년에 다음 해에 발표된 Breaking All Rules 로 바뀌었다. 이 앨범은 그가 거의 완전히 라이브로 녹음한 첫 번째 앨범이었다. 1982년 Art of Control이 발매된 후 프램프턴은 A&M Records 와의 관계를 끊으려 했지만 실패했다. 그러나 그는 2006년 레이블과 재계약하여 그래미상을 수상한 Fingerprints 를 발매했다.
보위와 함께 투어한 후 밴드 경험을 다시 찾기 위해 프램프턴은 스티브 매리엇을 계속 언급했으며 1991년 초 런던 Putney의 Half Moon에서 일부 쇼(Marriott의 마지막 영어 공연)를 위해 그의 옛 Humble Pie 동료와 다시 합류했다. 프램프턴과 매리엇이 LA에서 트랙을 만들고 "Frampton-Marriott" 투어를 준비하면서 케미스트리는 한동안 여전했다. 그러나 메리어트는 지난 4월 돌연 영국으로 돌아와 귀국한 지 24시간도 채 되지 않아 집에서 화재로 사망했다. 매리어트의 죽음으로 헤어진 프램프턴은 한동안 길을 떠났고, 그의 오랜 친구인 Bob Mayo와 John Regan과 함께 그의 오래된 투어 밴드를 재편성했다. 종료된 Marriott-Frampton 파트너십에서 적어도 세 곡, 그리고 아마도 네 곡이 연속적으로 녹음되었다. 두 개는 프램프턴의 "Shine On" 편집에, 세 번째는 그의 후속 솔로 앨범에 포함된다.

## 음반 목록
- Wind of Change (1972)
- Frampton's Camel (1973)
- Somethin's Happening (1974)
- Frampton (1975)
- Frampton Comes Alive! (1976)
- I'm in You (1977)
- Where I Should Be (1979)
- Breaking All the Rules (1981)
- The Art of Control (1982)
- Premonition (1986)
- When All the Pieces Fit (1989)
- Peter Frampton (1994)
- Frampton Comes Alive! II (1995)
- Now (2003)
- Fingerprints (2006)
- Thank You Mr. Churchill (2010)
- Hummingbird in a Box (2014)
- Acoustic Classics (2016)
- All Blues (2019)
- Frampton Forgets the Words (Instrumental cover tracks) (2021)